# Brandon T. Jackson
Brandon Timothy Jackson (Detroit, Míchigan; 10 de mayo de 1984) es un comediante, actor y rapero estadounidense. Es conocido por sus papeles en películas como Roll Bounce, Big Stan, Tropic Thunder, Percy Jackson y el ladrón del rayo, Lottery Ticket, y Big Mommas: Like Father, Like Son.

## Biografía
Jackson estudió en West Bloomfield High School. Después de graduarse, se mudó a Los Ángeles para iniciar una carrera como comediante, actuando en el club Laugh Factory, y compartiendo escenario con Wayne Brady y Chris Tucker. Gracias a su papel como "Junior" en Roll Bounce (2005) obtuvo el premio Black Reel en la categoría "mejor actor revelación". En 2006, Jackson fue el presentador de la gira "Up Close and Personal Tour", la cual contaba con artistas como Chris Brown, Ne-Yo, Lil Wayne, Juelz Santana y Dem Franchize Boyz. Participó en el programa de televisión Wild 'n Out, y actuó en las películas Tropic Thunder, Percy Jackson y el ladrón del rayo, y Lottery Ticket.

## Filmografía
| Año  | Título                                  | Papel                | Notas        |
| ---- | --------------------------------------- | -------------------- | ------------ |
| 1999 | Norm                                    | Buster               | 1 episodio   |
| 2001 | The Zeta Project                        | Blair                | 1 episodio   |
| 2001 | Nikita Blues                            | Tyrone               |              |
| 2001 | Ali                                     | Club Goer            |              |
| 2002 | 8 Millas                                | Chin Tiki Club goer  |              |
| 2005 | Roll Bounce                             | Junior               |              |
| 2007 | Super Sweet 16: The Movie               | Brian                |              |
| 2007 | This Christmas                          | El Rey MC            |              |
| 2007 | Big Stan                                | Deshawn              |              |
| 2008 | Approaching Midnight                    | Artie                |              |
| 2008 | Tropic Thunder                          | Alpa Chino           |              |
| 2008 | Days of Wrath                           | Lil 1                |              |
| 2008 | The Day the Earth Stood Still           | Target Tech          |              |
| 2008 | Cuttin' da Mustard                      | Rolo                 |              |
| 2009 | Rápidos y furiosos                      | BMW Driver Car       |              |
| 2009 | Rogue's Gallery                         | Tower                |              |
| 2010 | Hada por accidente                      | Duke                 |              |
| 2010 | Percy Jackson y el ladrón del rayo      | Grover Underwood     |              |
| 2010 | Operation: Endgame                      | Tower                |              |
| 2011 | Big Mommas: Like Father, Like Son       | Trent Turner         |              |
| 2011 | Raising Hope                            | Justin               |              |
| 2012 | Thunderstruck                           | Alan                 |              |
| 2013 | Get A Job                               | Luke                 |              |
| 2013 | Percy Jackson y el mar de los monstruos | Grover Underwood     |              |
| 2014 | Californication                         | Hashtag              | 1 episodio   |
| 2014 | Deadbeat                                | Rufus "Roofie" Jones | 10 episodios |
| 2014 | Drunk History                           | Robert Smalls        | 1 episodio   |
| 2014 | Wild 'N Out                             | Él Mismo             | 1 episodio   |
| 2015 | Eloise                                  | Dell Richards        |              |

## Canciones
- Imma Do It Big (con T-Pain y One Chance)
- Lyrical Miracle (en Mi abuela es un peligro 3) como Notorious Ph.D
- I Love Tha Pussy (en Tropic Thunder Original Motion Picture Soundtrack)